# 格尔盖泰格
格尔盖泰格，是匈牙利绍莫吉州所辖的一个村。总面积33.50平方公里，总人口1169，人口密度34.9人/平方公里（2011年1月1日）。